# Cassi Esceva
Cassi Esceva (en llatí Cassius Scaeva) va ser un militar romà, centurió a l'exèrcit de Juli Cèsar a la batalla de Dirràquium contra els pompeians, l'any 48 aC, en la que es va distingir pel seu valor.
En aquesta batalla va mantenir les posicions i encara que va perdre un ull, va ser ferit a l'espatlla i li van traspassar una cama, i el seu escut presentava més de cent vint impactes, va seguir lluitant. Va sobreviure a les seves ferides i és esmentat per Ciceró com un dels partidaris de Juli Cèsar tant abans com després de la mort del dictador.